# Robert Marshak
Robert Eugene Marshak (11. října 1916 – 23. prosince 1992) byl americký fyzik věnující se výzkumu, učení a vzdělávání.

## Historie
Marshak se narodil v Bronxu v New Yorku. Jeho rodiče, Harry a Rose Marshakovi byli přistěhovalci z Minsku. Jeden semestr studoval na City College of New York, následně ale obdržel Pulitzerovo stipendium, díky kterému mohl pokračovat ve vzdělávání na Kolumbijské univerzitě.
V roce 1939 získal doktorský titul na Cornellově univerzitě. Spolu s vedoucím své práce Hansem Bethem objevil mnoho aspektů podílejících se na vzniku hvězd. To mu pomohlo v jeho pozdější práci na projektu Manhattan v Los Alamos během druhé světové války.
V roce 1947 představil svou dva-mezonovou hypotézu o pionu, který byl objeven krátce poté.
V roce 1957 společně s Georgem Sudarshanem navrhl V-A("vektor" minus "axiální vektor") Lagrangián pro slabou interakci, který byl později prezentován Richardem Feynmanem a Murrayem Gell-Mannem. Je známo, že Murray Gell-Mann se naučil tuto teorii od George Sudarshana. Podobně Richard Feynman se naučil tuto teorii z diskuse s Marshakem na konferenci. "Možná, že Marshakův nejvýznamnější vědecký přínos byl návrh V-A teorie slabé interakce, ve spolupráci s Georgem Sudarshanem. Bohužel, dvojice zveřejnila teorii pouze ve sborníku konference pro setkání v Itálii. O šest měsíců později bylo publikováno Feynmanem a Gell-Mannem jiné odvození stejného konceptu v tradičních vědeckých časopisech. Marshak mluvil s Feynmanem o obecných problémech v Kalifornii nějaký čas předtím. I když byl V-A koncept považován za jeden z nejdůležitějších příspěvků k teoretické fyzice, Nobelova Cena za něj nikdy nebyla udělena." Sudarshan komentoval v roce 2006 v TV rozhovoru, že Gell-Mann dostal nápad od něj během neformální diskuze u kávy.
Mezi roky 1956 a 1970 byl předsedou oddělení fyziky na University of Rochester. Od roku 1970 do roku 1979 byl prezidentem City College of New York.
Marshak sdílené v roce 1982 Cenu J. Robert Oppenheimera s Mauricem Goldhaberem.
Zemřel na utonutí v Cancúnu v Mexiku. Kromě Sudarshana patřili k jeho doktorským studentům Rabindra Mohapatra a Tullio Regge.